# Exadelium rufilabrum
Exadelium rufilabrum là một loài bọ cánh cứng trong họ Tenebrionidae. Loài này được Broun miêu tả khoa học năm 1886.